# 杉山尚志
杉山 尚志（すぎやま なおし、1942年7月17日 - ）は、日本の実業家、半導体技術者。株式会社RVH創業者。元一般社団法人日本半導体ベンチャー協会副会長。

## 人物・来歴
横浜市鶴見区生まれ。1967年東京工業大学理工学部応用物理学科卒業、日本電気入社、集積回路設計本部配属。日本電気回路技術部長を経て、1977年から超LSI技術研究組合共同研究所に参画。1980年日本電気に復帰。同年東京大学工学博士。1991年イノテック常務取締役。同年イノテックの子会社としてエクセレント・デザインを設立し取締役に就任。1992年北京大学指導教官。1993年イノテック代表取締役常務。1996年図研の出資を得て、リアルビジョン（のちのRVH）を設立し、同社代表取締役社長に就任。1998年半導体ベンチャー協会副会長。3次元コンピュータグラフィックス向けLSI開発から始め、インターネット・バブル期の2000年に東京証券取引所マザーズに上場を果たした。2002年九州大学大学院非常勤講師。2003年日本経済団体連合会ベンチャー専門委員会委員。2013年日本インドネシア経済推進協議会委員。同年シスウェーブホールディングスに株式を売却し、リアルビジョン取締役会長に退いた。

## 著作

### 編著書
- 『実用ASIC技術』工業調査会 1987年
- 『超LSI設計シリコンコンパイレーション』サイエンスフォーラム 1988年

### 監訳書
- 『VHDL : 言語記述によるハードウェア設計へのアプローチ』マグロウヒル出版 1990年

### 博士論文
- 「集積回路の微細パターン設計・描画の自動化に関する研究」1980年